# Садилов, Артём Сергеевич

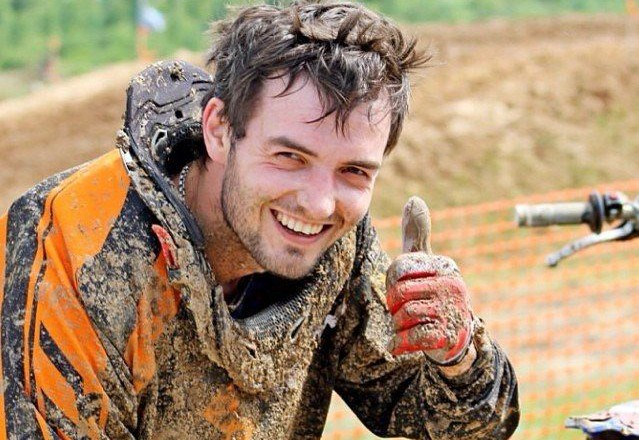
Артём Садилов

Артём Сергеевич Садилов (родился 25.04.1984 года, г. Ковров, Владимирская область, Россия) — российский мотогонщик. Самый титулованный российский спортсмен в дисциплине мотокросс (10-ти кратный Чемпион России, 5-х кратный вице-чемпион России, неоднократный призёр и победитель международных соревнований, бронзовый Чемпион Европы в классе EMX Open).
Мастер спорта международного класса по мотокроссу.
С 1997 года начал спортивную карьеру.
С 2010 года ведёт активную тренерскую работу, занимается развитием мотокросса в регионах России, создаёт специализированные треки для соревнований (г. Ковров,Владимирская область,Россия, г. Геленджик,Краснодарский край,Россия).

## Достижения
- 1999 г. — Чемпион России в командном зачёте среди команд мастеров Высшей Лиги
- 2001 г. — Победитель Зимнего Кубка России в классе 125 на шипах
- 2002 г. — Чемпион России в Зимнем Чемпионате России в классе OPEN без шипов
- 2003 г. — Чемпион России в Зимнем Чемпионате России в классе OPEN без шипов
- 2003 г — Серебряный призёр Молодёжного Чемпионата России в классе 125
- 2003 г. — Чемпион России в командном зачёте среди команд мастеров Высшей Лиги
- 2004 г. — Чемпион России в Зимнем Чемпионате России в классе OPEN без шипов
- 2004 г — Бронзовый призёр Молодёжного Чемпионата России в классе 125
- 2004 г — Вице-чемпион России в командном зачёте среди команд мастеров Высшей Лиги
- 2005 г. — Чемпион России в командном зачёте среди команд мастеров Супер Лиги
- 2006 г. — Серебряный призёр Чемпионата России по Суперкроссу в классе 250
- 2006 г. — Бронзовый призёр Чемпионата России в классе 250
- 2006 г. — Вице-чемпион России в командном зачёте среди команд мастеров Супер Лиги
- 2007 г. — 7 место в Чемпионате Европы в классе OPEN
- 2007 г. — Чемпион России в командном зачёте среди команд мастеров Супер Лиги
- 2008 г. — Чемпион России в классе 125
- 2008 г — Чемпион России в командном Чемпионате России
- 2009 г. — Победитель Кубка XSR-MOTO по Кантри Кроссу 2009
- 2009 г — Чемпион России в командном Чемпионате России
- 2010 г. — Бронзовый призёр Чемпионата России в классе 125
- 2010 г — Победитель Зимнего Кубка России в классе OPEN без шипов
- 2011 г. — Бронзовый призёр Чемпионата России в классе 125
- 2011 г — 10 место в SUPERCROSS ADRENALIN CUP
- 2011 г — Вице-чемпион России в командном Чемпионате России
- 2012 г. — Бронзовый призёр Чемпионата Европы в классе EMX OPEN